# Bradysia kopetdagica
Bradysia kopetdagica är en tvåvingeart som beskrevs av Gerbachevskaya-pavluchenko 1986. Bradysia kopetdagica ingår i släktet Bradysia och familjen sorgmyggor. Inga underarter finns listade i Catalogue of Life.